# Кубок Норвегии по футболу 2015
Кубок Норвегии по футболу 2015 (норв. NM i fotball for menn 2014) — 110-й розыгрыш Кубка Норвегии по футболу.

## Календарь
| Раунд                         | Дата                | Матчей | Клубов    |
| ----------------------------- | ------------------- | ------ | --------- |
| Первый квалификационный раунд | 25 марта 2015       | 96     | 272 → 176 |
| Второй квалификационный раунд | 8 апреля 2015       | 48     | 176 → 128 |
| Первый раунд                  | 21–23 апреля 2015   | 64     | 128 → 64  |
| Второй раунд                  | 6–7 мая 2015        | 32     | 64 → 32   |
| Третий раунд                  | 2–4 июня 2015       | 16     | 32 → 16   |
| Четвёртый раунд               | 24 июня 2015        | 8      | 16 → 8    |
| 1/4 финала                    | 12–13 августа 2015  | 4      | 8 → 4     |
| Полуфиналы                    | 23–24 сентября 2015 | 2      | 4 → 2     |
| Финал                         | 22 ноября 2015      | 1      | 2 → 1     |

Источник:

## Четвёртый раунд
| Дата       | Хозяева      | Счёт        | Гости        |
| ---------- | ------------ | ----------- | ------------ |
| 24.06.2015 | Бранн        | 0:0 (1:4 п) | Сарпсборг    |
| 24.06.2015 | Хёнефосс     | 2:3         | Саннефьорд   |
| 24.06.2015 | Кристиансунд | 2:2 (0:3 п) | Викинг       |
| 24.06.2015 | Мьёндален    | 4:0         | Хёдд         |
| 24.06.2015 | Мольде       | 3:0         | Квик Хальден |
| 24.06.2015 | Одд          | 4:0         | Осане        |
| 24.06.2015 | Русенборг    | 7:1         | Тромсдален   |
| 24.06.2015 | Стабек       | 5:1         | Стрёммен     |

## 1/4 финала
| Дата       | Хозяева    | Счёт | Гости     |
| ---------- | ---------- | ---- | --------- |
| 12.08.2015 | Сарпсборг  | 2:1  | Одд       |
| 12.08.2015 | Викинг     | 3:0  | Мольде    |
| 13.08.2015 | Саннефьорд | 0:1  | Стабек    |
| 13.08.2015 | Русенборг  | 3:1  | Мьёндален |

## 1/2 финала
| Дата       | Хозяева   | Счёт      | Гости        |
| ---------- | --------- | --------- | ------------ |
| 23.09.2015 | Русенборг | 3:2 д. в. | Стабек       |
| 24.09.2015 | Викинг    | 0:1 д. в. | Сарпсборг 08 |

## Финал
| Дата       | Хозяева   | Счёт | Гости     |
| ---------- | --------- | ---- | --------- |
| 22.11.2015 | Русенборг | 2:0  | Сарпсборг |